# Aroma (Álava)
Aroma es un despoblado que forma parte del municipio de Arrazua-Ubarrundia, en la provincia de Álava, País Vasco (España).

## Historia
Documentado desde 1025 (Reja de San Millán), estaba situado entre las localidades de Moyo, Nanclares de Gamboa y Zuazo de Gamboa. Para 1257 ya estaba despoblado.
A causa de la construcción del embalse de Ullíbarri-Gamboa, el 10 de mayo de 1957 su superficie fue sepultada bajo sus aguas.